# 234
234（二百三十四、にひゃくさんじゅうよん）は自然数、また整数において、233の次で235の前の数である。 

## 性質
- 234は合成数であり、約数は1, 2, 3, 6, 9, 13, 18, 26, 39, 78, 117, 234である。
  - 約数の和は546。
  - 55番目の過剰数である。1つ前は228、次は240。
    - 約数の和を平方した数が自身で割り切れる7番目の数である。1つ前は224、次は270。(オンライン整数列大辞典の数列 A263928)
例．σ(234)2 ÷ 234 = 5462 ÷ 234 = 1274 (ただしσは約数関数)
- 72番目のハーシャッド数である。1つ前は230、次は240。
  - 9を基とする23番目のハーシャッド数である。1つ前は225、次は243。
- 234 = 2 × 32 × 13
  - 3つの異なる素因数の積で p 2 × q × r の形で表せる13番目の数である。1つ前は228、次は260。(オンライン整数列大辞典の数列 A085987)
- 各位の立方和が99になる最小の数である。次は243。(オンライン整数列大辞典の数列 A055012)
  - 各位の立方和が n になる最小の数である。1つ前の98は122333、次の100は1234。(オンライン整数列大辞典の数列 A165370)
- 234は偶数のなかで φ(n) = 234 となる自然数 n が存在しない35番目のノントーティエントである。1つ前は230、次は236。
  - φ(n) はオイラーのφ関数で、1 から n までの整数のうち n と互いに素な整数の個数である。
- 234 = 32 × (33 − 1) = 35 − 32
  - n = 3 のときの 3n−1(3n − 1) の値とみたとき1つ前は24、次は2160。(オンライン整数列大辞典の数列 A219205)
- 234 = 32 + 152
  - 異なる2つの平方数の和で表せる72番目の数である。1つ前は233、次は241。(オンライン整数列大辞典の数列 A004431)
- 234 = 12 + 82 + 132 = 32 + 92 + 122 = 42 + 72 + 132 = 72 + 82 + 112
  - 3つの平方数の和4通りで表せる10番目の数である。1つ前は201、次は243。(オンライン整数列大辞典の数列 A025324)
  - 異なる3つの平方数の和として4通りに表せる5番目の数である。1つ前は209、次は254。(オンライン整数列大辞典の数列 A025342)
- 4つの平方数の和13通りで表せる最小の数である。次は250。
  - 4つの平方数の和 n 通りで表せる最小の数である。1つ前の12通りは252、次の14通りは210。(オンライン整数列大辞典の数列 A025416)
- 234 = 152 + (2 + 2 + 5)
  - n = 15 のときの n 2 とその各位の和との和とみたとき1つ前は212、次は269。(オンライン整数列大辞典の数列 A171613)
- 約数の和が234になる数は3個ある。(90, 153, 233) 約数の和3個で表せる9番目の数である。1つ前は228、次は248。
- 連続自然数を昇順に並べてできる10番目の数である。1つ前は123、次は345。(オンライン整数列大辞典の数列 A035333)
  - 3つの連続自然数を昇順に並べてできる2番目の数である。(オンライン整数列大辞典の数列 A001703)
  - 桁で並べ替えをすると連続自然数になる30番目の数である。1つ前は231、次は243。(オンライン整数列大辞典の数列 A288528)

## その他 234 に関連すること
- 西暦234年
- U234 (潜水艦)は、第二次世界大戦時のドイツの潜水艦。
- アラドAr234は、第二次世界大戦時のドイツの航空機。
- 年始から数えて234日目は8月22日、閏年では8月21日。
- 福岡タワーは高さ234メートル。
- ウラン234はウランの天然同位体。
- 第234代ローマ教皇はグレゴリウス15世（在位：1621年2月9日～1623年7月8日）である。